# Černýit
Černýit ist ein sehr selten vorkommendes Mineral aus der Mineralklasse der Sulfide und Sulfosalze. Es kristallisiert im tetragonalen Kristallsystem mit der chemischen Zusammensetzung Cu2(Zn,Cd,Fe)SnS4 und bildet bis zu 200 μm große, unregelmäßig geformte Körner von stahlgrauer Farbe, die mit Stannit und Kesterit verwachsene Aggregate bilden.

## Etymologie und Geschichte
Das Mineral wurde erstmals 1978 von S. A. Kissin, D.R. Owens und W. L. Roberts in der Tanco-Mine in der kanadischen Provinz Manitoba sowie in der Hugo-Mine bei Keystone im US-Bundesstaat South Dakota gefunden. Sie benannten es nach dem tschechisch-kanadischen Mineralogen Petr Černý. 

## Klassifikation
Da der Černýit erst 1976 als eigenständiges Mineral anerkannt wurde und die Erstbeschreibung erst 1978 publiziert wurde, ist er in der seit 1977 veralteten 8. Auflage der Mineralsystematik nach Strunz noch nicht verzeichnet. Einzig im zuletzt 2018 überarbeiteten und aktualisierten Lapis-Mineralienverzeichnis nach Stefan Weiß, das sich aus Rücksicht auf private Sammler und institutionelle Sammlungen noch nach dieser alten Form der Systematik von Karl Hugo Strunz richtet, erhielt das Mineral die System- und Mineral-Nr. II/C.06-90. In der „Lapis-Systematik“ entspricht dies der Klasse der „Sulfide und Sulfosalze“ und dort der Abteilung „Sulfide mit Metall : S,Se,Te ≈ 1 : 1“, wo Černýit zusammen mit Barquillit, Briartit, Famatinit, Ferrokësterit, Hocartit, Kësterit, Keutschit, Kuramit, Luzonit, Permingeatit, Petrukit, Pirquitasit, Rhodostannit, Sakuraiit, Stannit, Toyohait und Velikit die „Stannit-Gruppe“ bildet.
Die seit 2001 gültige und von der International Mineralogical Association (IMA) bis 2009 aktualisierte 9. Auflage der Strunz’schen Mineralsystematik ordnet den Černýit ebenfalls in die Klasse der „Sulfide und Sulfosalze“, dort allerdings in die Abteilung der „Metallsulfide, M : S = 1 : 1 (und ähnliche)“ ein. Diese ist zudem weiter unterteilt nach den in der Verbindung enthaltenen Metallen, so dass das Mineral entsprechend seiner Zusammensetzung in der Unterabteilung „mit Zink (Zn), Eisen (Fe), Kupfer (Cu), Silber (Ag) usw.“ zu finden ist, wo es zusammen mit Ferrokësterit, Hocartit, Idait, Kësterit, Kuramit, Pirquitasit, Stannit, Velikit die „Stannitgruppe“ mit der System-Nr. 2.CB.15a bildet.
Auch die vorwiegend im englischen Sprachraum gebräuchliche Systematik der Minerale nach Dana ordnet den Černýit in die Klasse der „Sulfide und Sulfosalze“ und dort in die Abteilung der „Sulfidminerale“ ein. Auch hier ist er in der „Stannitgruppe (Tetragonal: I42m) A2BCS-Typ“ mit der System-Nr. 02.09.02 innerhalb der Unterabteilung „Sulfide – einschließlich Selenide und Telluride – mit der Zusammensetzung AmBnXp, mit (m+n):p=1:1“ zu finden.

## Kristallstruktur
Černýit kristallisiert tetragonal in der Raumgruppe I42m (Raumgruppen-Nr. 121) mit den Gitterparametern a = 5,49 Å und c = 10,85 Å sowie zwei Formeleinheiten pro Elementarzelle.

## Bildung und Fundorte
Černýit bildet sich als seltener Bestandteil in komplex zonierten Pegmatiten. Als Begleitminerale können unter anderem Chalkopyrit, Hawleyit, Pyrrhotin, Sphalerit, Stannit und Kësterit sowie gediegen Bismut auftreten.
Černýit gehört zu den sehr seltenen Mineralbildungen, die bisher nur in wenigen Proben aus weniger als 10 Fundorten bekannt wurden (Stand 2019). Seine Typlokalität, die Tanco-Mine in der Provinz Manitoba ist dabei der bisher einzige dokumentierte Fundort in Kanada. Neben seiner Co-Typlokalität, der Hugo Mine bei Keystone (South Dakota) fand sich das Mineral noch in der nahe gelegenen Peerless-Mine.
Weitere Funde liegen unter anderem in Waldsassen in Bayern (Deutschland), Hemnes in Norwegen, Kamienna Góra in Polen sowie Salamanca und Cáceres in Spanien bekannt.